# Фізичний факультет Університету імені Адама Міцкевича в Познані
Фізичний факультет Університету імені Адама Міцкевича в Познані — один із 20 факультетів Університету імені Адама Міцкевича в Познані, що проводить навчання в різних галузях фізичних наук на денній та заочній формі. Факультет розташований у будівлі Колегіум Фізикум на кампусі Мораско.

## Викладання
Факультет проводить навчання за такими напрямами, як фізика, астрономія, біофізика, медична фізика, акустика, звукова інженерія, комп'ютерні технології. Спільно з факультетом комп'ютерних наук та електронної економіки Познанського університету економіки та бізнесу факультет проводить навчання за спеціалізацією Інтернет речей. Чотири галузі навчання (біофізика, фізика, оптометрія та звукотехніка) були нагороджені відзнакою Польського комітету з акредитації.
Факультет проводить аспірантуру та присуджує ступені доктора філософії з трьох наукових дисциплін: астрономії, біофізики та фізики. Також факультет уповноважений присуджувати вчений ступінь доктора габілітованих у галузі фізичних наук.
У 2010/2011 навчальному році на факультеті навчалось близько 1000 студентів.

## Структура
Факультет складається з двох інститутів та великої кількості загальнофакультетських наукових підрозділів:
- Інститут астрономічної обсерваторії (Познанська астрономічна обсерваторія)
- Інститут спінтроніки та квантової інформації
  - Відділ мезоскопічної фізики
  - Кафедра фізики наноструктур
  - Кафедра нелінійної оптики
- Кафедра акустики
- Кафедра молекулярної біофізики
- Кафедра квантової електроніки
- Кафедра фізики діелектрика
- Кафедра фізики високомолекулярних речовин
- Кафедра математичної фізики та обчислювального моделювання
- Кафедра медичної фізики та радіоспектроскопії
- Кафедра фізики високих тисків
- Відділ теорії конденсованих систем

## Декани
- Войцех Навротік[pl] (1993—1999)
- Анджей Добек[pl] (1999—2005)
- Ришард Наскреткі[pl] (2005—2012)
- Антоні Войцек[pl] (2012—2019)
- Мацей Кравчик[pl] (2019—2020)
- Роман Голебєвський[pl] (з 2020)